# Morgan Township (Pennsylvanie)
Pour les articles homonymes, voir Morgan Township.
Morgan Township est un township situé au nord du comté de Greene, en Pennsylvanie, aux États-Unis,. En 2010, il comptait une population de 2 587 habitants.

## Démographie
Lors du recensement de 2010, le township comptait une population de 2 587 habitants. Elle est estimée, en 2018, à 2 216 habitants.

### Source de la traduction
- (en) Cet article est partiellement ou en totalité issu de l’article de Wikipédia en anglais intitulé « Morgan Township, Greene County, Pennsylvania » (voir la liste des auteurs).